# Hammerbrücke (Hergenrath)
Die Hammerbrücke bei Hergenrath im Norden der Deutschsprachigen Gemeinschaft Belgiens ist eine Eisenbahnbrücke der Bahnstrecke Liège–Aachen über die Göhl.

## Geschichte

Lage der Hammerbrücke im deutsch-belgischen Grenzland

### Erster Viadukt
Ursprünglich wurde das Göhltal bei Hergenrath von einem gemauerten Viadukt überbrückt, das aus 17 zweistöckigen Bogen bestand. Die Arbeiten an diesem Viadukt, das 220 Meter lang und 40 Meter hoch war, begannen im Jahr 1841. Bis zur Fertigstellung im Jahr 1843 wurden über 8 Millionen Steine verbaut. Die Baukosten beliefen sich auf 250.000 preußische Taler. Mit der Eröffnung der Bahnstrecke zwischen Aachen und Lüttich am 15. Oktober 1843 wurde auch der Viadukt in Betrieb genommen.

### Zerstörung im Zweiten Weltkrieg
Im Zuge des Zweiten Weltkriegs wurde der Viadukt in der Nacht vom 9. auf den 10. Mai 1940 von belgischen Truppen gesprengt. Dabei wurde ein Großteil des Viadukts zerstört. Durch die offenbar zu starke Sprengladung wurden acht belgische Pioniere getötet.
In den folgenden Monaten wurde die Brücke wiederaufgebaut, dabei kamen zahlreiche Kriegsgefangene zum Einsatz. Auf eine Wiederherstellung der alten Konstruktion wurde verzichtet, stattdessen ein Stahlüberbau errichtet, der auf einen einzelnen Mittelpfeiler gestützt war. Beim Rückzug der deutschen Truppen wurde auch diese Konstruktion am 12. September 1944 gesprengt. Der Wiederaufbau begann 1945 und dauerte bis 1948 an. Die Brücke bestand nun aus zwei eingleisigen, stählernen Fachwerkbrücken, einmal mit obenliegender, einmal mit untenliegender Fahrbahn.

### Neubau
Für den Hochgeschwindigkeitsverkehr zwischen Aachen und Lüttich wurde 2009 die HSL 3 eröffnet. Diese Schnellfahrstrecke zweigt unmittelbar nach der Hammerbrücke von der Altstrecke ab und wird von ICE und Thalys mitbenutzt. Um einen sicheren Betrieb auch in Zukunft gewährleisten zu können, wurde von 1997 bis 1999 ein Neubau errichtet. Dazu wurde 1995 zunächst eine der beiden baulich getrennten eingleisigen alten Brücken saniert, um den gesamten Verkehr während der Bauarbeiten aufnehmen zu können. Im Januar und Februar wurden die Stahlträger der anderen Brücke mit einem Kran demontiert und anschließend zerlegt, darauf folgte die Sprengung des Mittelpfeilers und der letzten noch stehenden Mauerreste des Viadukts von 1841. Ab März 1998 wurde ein neuer Mittelpfeiler betoniert und die beiden neuen, je 100 Meter langen dreiecksförmigen Stahlträger montiert. Im Sommer 1999 erfolgte die Inbetriebnahme der neuen Hammerbrücke, gleich darauf wurde mit dem Abbau der zweiten eingleisigen alten Brücke begonnen, welcher mit der Sprengung des Mittelpfeilers im September 1999 abgeschlossen war. Die neue Hammerbrücke ist komplett geschweißt und für Geschwindigkeiten von bis zu 160 km/h ausgelegt.